# Grand Prix FIDE féminin 2019-2021
Navigation
Édition précédente Grand Prix FIDE féminin 2022-2023
 (février 2025).
Si vous disposez d'ouvrages ou d'articles de référence ou si vous connaissez des sites web de qualité traitant du thème abordé ici, merci de compléter l'article en donnant les références utiles à sa vérifiabilité et en les liant à la section « Notes et références ».
En pratique : Quelles sources sont attendues ? Comment ajouter mes sources ?
L'édition 2019 - 2021 du Grand Prix FIDE était une série de quatre tournois d'échecs exclusivement réservés aux femmes qui déterminaient deux joueuses pour participer au Tournoi des candidates féminines 2022. La gagnante du Tournoi des candidates jouera un match de 12 parties contre la championne du monde du Championnat du monde d'échecs féminin 2022.
Il s'agit du cinquième cycle de la série de tournois. La joueuse numéro un, Hou Yifan, qui a remporté les trois premières éditions du Grand Prix, n'a pas pu participer en raison de ses études à l'Université d'Oxford.

## Joueuses
16 joueuses ont été publiées par la FIDE en juillet 2019.
| Invitée                | Pays        | Elo (juillet 2019) |
| ---------------------- | ----------- | ------------------ |
| Ju Wenjun              | Chine       | 2595               |
| Aleksandra Goryachkina | Russie      | 2564               |
| Humpy Koneru           | Inde        | 2558               |
| Mariya Muzychuk        | Ukraine     | 2551               |
| Kateryna Lagno         | Russie      | 2549               |
| Anna Muzychuk          | Ukraine     | 2547               |
| Alexandra Kosteniuk    | Russie      | 2517               |
| Nana Dzagnidzé         | Géorgie     | 2511               |
| Valentina Gunina       | Russie      | 2497               |
| Dronavalli Harika      | Inde        | 2492               |
| Alina Kachlinskaya     | Russie      | 2492               |
| Zhao Xue               | Chine       | 2485               |
| Pia Cramling           | Suède       | 2479               |
| Antoaneta Stefanova    | Bulgarie    | 2474               |
| Elisabeth Pähtz        | Allemagne   | 2473               |
| Marie Sebag            | France      | 2451               |
| Zhansaya AbdumalikR    | Kazakhstan  | 2458               |
| Dinara SaduakassovaR   | Kazakhstan  | 2474               |
| Irina BulmagaR         | Roumanie    | 2435               |
| Gunay MammadzadaR      | Azerbaïdjan | 2427               |

En raison des restrictions de voyage imposées aux citoyens chinois en raison de l'épidémie de Coronavirus outbreak, Zhao Xue n'a pas pu participer à l'étape de Lausanne du Grand Prix. Elle a été remplacée par Zhansaya Abdumalik.
Pour le WGP de Gibraltar, Koneru, Ju, Zhao et Sebag ont été remplacés par Zhansaya Abdumalik, Dinara Saduakassova, Irina Bulmaga et Gunay Mammadzada. Ces joueurs de remplacement n'étaient pas éligibles aux places de candidats.

## Calendrier et résultats
| Non. | Ville hôte       | Date                 | Vainqueur                                               | Points (Victoire/nul/défaite)             |
| ---- | ---------------- | -------------------- | ------------------------------------------------------- | ----------------------------------------- |
| 1    | Skolkovo, Russie | 10–23 septembre 2019 | Humpy Koneru                                            | 8/11 (+5=6-0)                             |
| 2    | Monaco           | 2–15 décembre 2019   | Alexandra Kosteniuk Humpy Koneru Aleksandra Goryachkina | 7/11 (+5=4-2) 7/11 (+4=6-1) 7/11 (+5=4-2) |
| 3    | Lausanne, Suisse | 1er-14 mars 2020     | Nana Dzagnidze Aleksandra Goryachkina                   | 7/11 (+4=6-1) 7/11 (+3=8-0)               |
| 4    | Gibraltar        | 22 mai – 2 juin 2021 | Zhansaya Abdumalik                                      | 8,5/11 (+6=5-0)                           |

La quatrième étape du Grand Prix, initialement prévue du 2 au 15 mai 2020 en Sardaigne, a été reportée par la FIDE en raison de la pandémie de Coronavirus pandemic. La FIDE a annoncé que la quatrième étape du Grand Prix féminin se tiendrait à Gibraltar du 17 au 29 janvier 2021, mais elle a ensuite été à nouveau reportée au 22 mai au 2 juin 2021.

## Classement par Grand-Prix

### Classement Général du Grand Prix
160 points du Grand Prix ont été attribués pour la 1ère place, 130 pour la 2ème, 110 pour la 3ème, puis par paliers de 10 de 90 pour la 4ème à 10 pour la 12ème place. Si les joueurs se retrouvaient à égalité de points, les points pour ces places étaient partagés équitablement.
Comme Goryachkina était déjà qualifiée pour le tournoi des candidats, la troisième place s'est qualifiée à sa place. Les remplaçants (en italique) n'étaient pas éligibles pour se qualifier pour le Tournoi des Candidats.
| Rank | Player                       | Skolkovo | Monaco | Lausanne | Gibraltar | Total | Prize Money |
| ---- | ---------------------------- | -------- | ------ | -------- | --------- | ----- | ----------- |
| 1    | Aleksandra Goryachkina (RUS) | 120      | 133⅓   | 145      |           | 398⅓  | €56,833     |
| 2    | Humpy Koneru (IND)           | 160      | 133⅓   |          |           | 293⅓  | €43,333     |
| 3    | Kateryna Lagno (RUS)         | 90       | 90     |          | 100       | 280   | €38,000     |
| 4    | Zhansaya Abdumalik (KAZ)     |          |        | 110      | 160       | 270   | €35,500     |
| 5    | Nana Dzagnidze (GEO)         |          | 35     | 145      | 75        | 255   | €31,500     |
| 6    | Mariya Muzychuk (UKR)        |          | 60     | 60       | 130       | 250   | €27,667     |
| 7    | Anna Muzychuk (UKR)          |          | 80     | 85       | 60        | 225   | €23,125     |
| 8    | Alexandra Kosteniuk (RUS)    | 45       | 133⅓   | 15       |           | 193⅓  | €22,333     |
| 9    | Dronavalli Harika (IND)      | 60       | 60     | 60       |           | 180   | €15,167     |
| 9    | Alina Kashlinskaya (RUS)     | 45       |        | 85       | 50        | 180   | €16,125     |
| 11   | Elisabeth Paehtz (GER)       | 75       | 20     |          | 75        | 170   | €15,500     |
| 12   | Ju Wenjun (CHN)              | 120      |        | 35       |           | 155   | €14,750     |
| 13   | Valentina Gunina (RUS)       | 75       | 10     |          | 35        | 120   | €12,500     |
| 13   | Antoaneta Stefanova (BUL)    | 25       |        | 60       | 35        | 120   | €12,083     |
| 15   | Pia Cramling (SWE)           | 10       | 60     | 35       |           | 105   | €11,333     |
| 16   | Gunay Mammadzada (AZE)       |          |        |          | 100       | 100   | €9,000      |
| 17   | Marie Sebag (FRA)            | 25       |        | 15       |           | 40    | €6,000      |
| 18   | Zhao Xue (CHN)               |          | 35     |          |           | 35    | €3,750      |
| 19   | Dinara Saduakassova (KAZ)    |          |        |          | 20        | 20    | €3,000      |
| 20   | Irina Bulmaga (ROU)          |          |        |          | 10        | 10    | €2,500      |